# Taïfales

Le « dragon à la perle », motif des boucliers des Equites Honoriani Taifali iuniores cantonnés en Gaule, d'après le Notitia Dignitatum. Sur le fond blanc, le dragon et sa « perle » sont peints en bleu, de même que la bosse centrale, entourée d'une bande rouge.

Le peuple « barbare » des Taïfales (en latin Taifali, Taifalae ou Theifali) est un ensemble de tribus germaniques ou plus sûrement sarmates qui tient une place de second plan dans l'histoire des grandes invasions. D'abord localisés sur le cours inférieur du Danube, nomades et guerriers cavaliers, liés aux Goths, ils ont combattu puis servi les armées romaines. Ils se sont établis dans l'Empire romain à partir de la fin du IVe siècle, principalement en Aquitaine. Dans les armées romaines puis mérovingiennes, ils fournissent des unités de cavalerie d'importance significative. Au VIe siècle, la région qu'ils occupent dans l'ouest de la Gaule acquiert une identité spécifique, la Thifalia (autour de Poitiers).

## Histoire

### Établissement des Taïfales sur le bas Danube

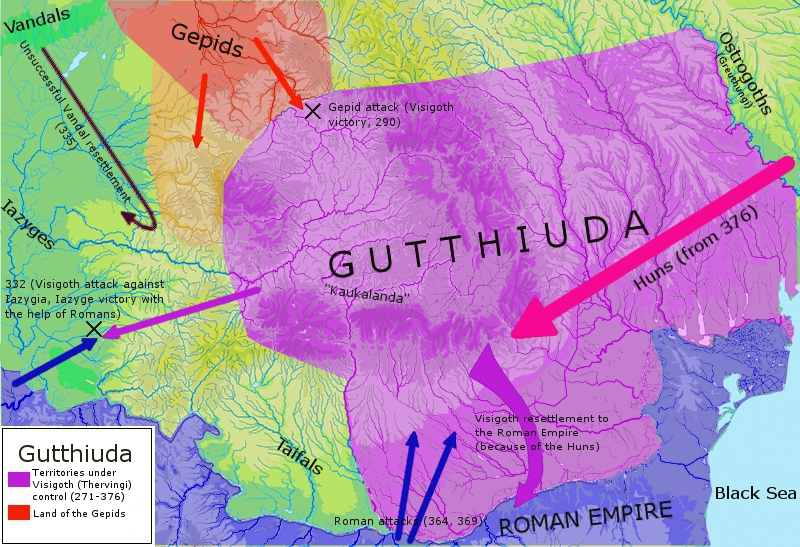
Les Taïfales sur le bas Danube et les mouvements des peuples germains au IVe siècle.

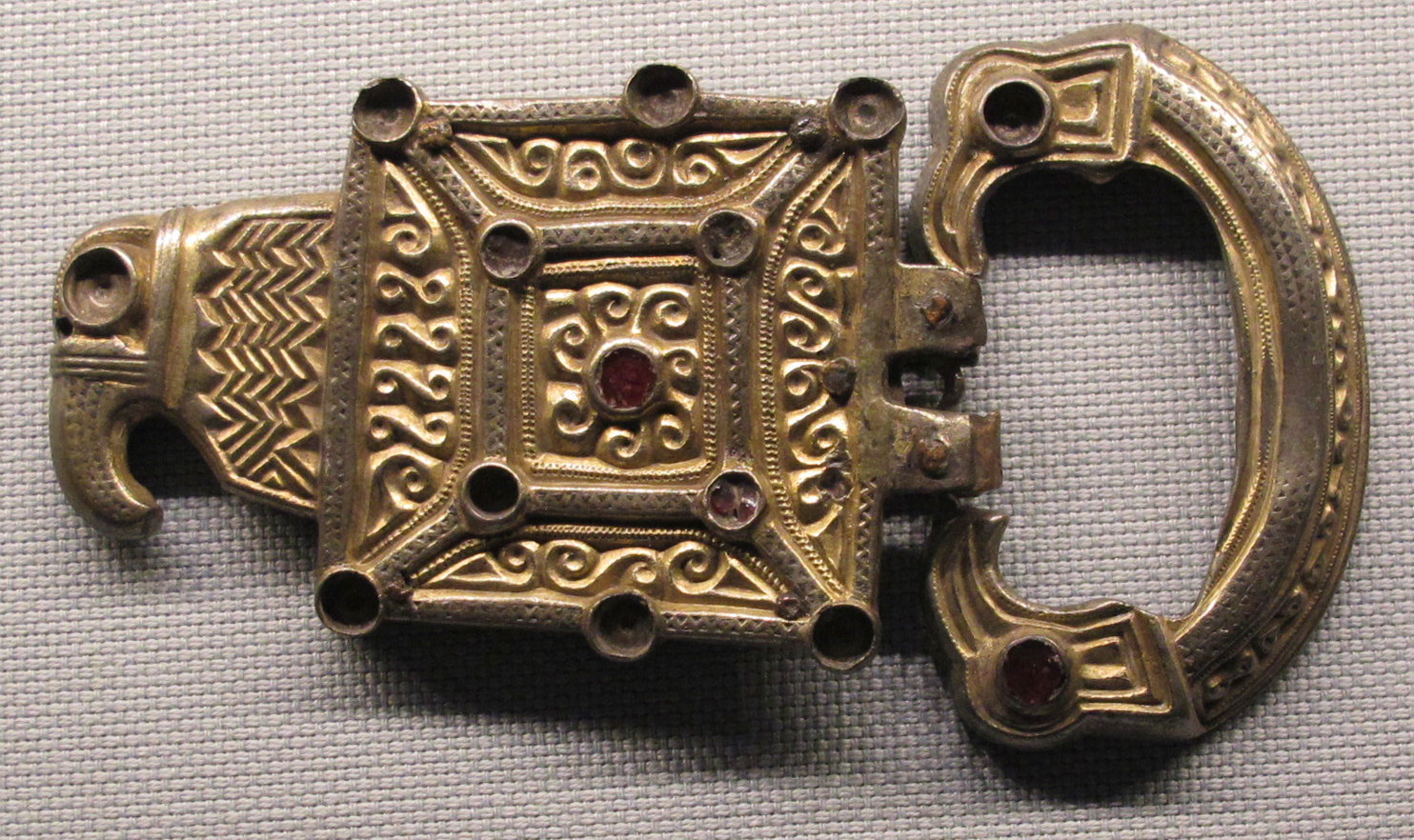
Boucle de ceinture du trésor de Coșoveni, Ve siècle, peut-être d'origine taïfale, découvert à Coșoveni, Olténie, Roumanie.

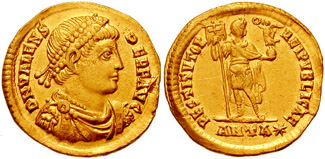
Sou de l'empereur Valens (vers 364-378).

La plus ancienne mention des Taïfales par un auteur antique est le fait de Mamertin, leur contemporain, en 291. Jordanès, au VIe siècle, mentionne leurs premiers faits d'armes avec leur participation aux campagnes du roi goth Cniva sur le bas-Danube, en Dacie et Mésie, autour de l'an 250.
Les textes d'Ammien Marcellin et d'Eutrope permettent de les situer approximativement sur le rive nord du Danube, des environs de Sirmium jusqu'aux bouches du Danube. Leur appartenance ethnique est incertaine : politiquement et géographiquement, ils sont initialement proches des Goths, ce qui peut inciter à les affilier aux Germains orientaux (Goths tervinges ou Wisigoths, Goths greutunges ou Ostrogoths, Hérules, Burgondes, Vandales, Gépides, Ruges, Skires, Bastarnes) ; cependant leur non-assimilation à ceux-ci et la fréquence de leurs associations avec les Sarmates peut donner matière à les apparenter plutôt à ces derniers, avec lesquels ils auraient migrés de la steppe pontique, (Sud des actuelles Ukraine et Russie).
À la fin du troisième siècle ils s'installent sur le Danube, des deux côtés des Carpathes, partageant ce territoire avec les Goths, qui maintiennent leur domination politique sur celui-ci. Au printemps 291, ils s'allient avec les Goths Tervingues, formant une confédération tribale qui dure jusqu'à 376, et combat les Vandales et les Gépides : Tervingi, pars alia Gothorum, adiuncta manu Taifalorum, adversum Vandalos Gipedesque concurrunt,. Avec les Victufali, les Taïfales et les Tervingues sont signalés comme occupant l'ancienne province romaine de Dacie à partir de 350 « au plus tard ». Des fouilles archéologiques suggèrent que les Gépides leur ont disputé l'actuelle Transylvanie, la région autour de la Someș. Les Taïfales sont ensuite foederati des Romains, qui leur accordent le droit de s'installer dans l'actuelle Olténie. Ils étaient alors indépendants des Goths.
En 328, l'empereur Constantin fait la conquête de l'Olténie et des Taïfales, profitant probablement de l'occasion pour en installer un grand nombre en Phrygie, dans le diocèse de Nicolas de Myre,. En 332 il envoie son fils Constantin II attaquer les Goths Tervingues, qu'il écrase. Selon Zosime (ii.31.3), environ 500 Taïfales à cheval affrontent les Romains et il n'y a pas de preuve que cette campagne ait échoué,. Toutefois, les Taïfales sont largement sous domination romaine à cette époque.
Vers 336, les généraux romains Herpylion, Virius Nepotianus et Ursus répriment leur révolte. En 358 les Taïfales sont considérés comme des foederati indépendants de Rome et l'Olténie est hors du contrôle de l'Empire romain. Ils se lancent dans des campagnes militaire comme alliés des Romains, contre les Limigantes (en 358 et 359) et les Sarmates (358). Cependant, les campagnes de l'empereur Valens contre les Goths Tervingues en 367 et 368 sont gênées par l'indépendance de l'Olténie. Il est aussi possible qu'à cette époque les Taïfales continuent de combattre aux côtés des Goths. En 365 l'empereur ordonne la construction de tours défensives dans la Dacia Ripensis, mais il n'est pas certain que cette province puisse être identifiée avec l'Olténie. Les fouilles archéologiques n'ont pas permis de prouver l'existence de sedes Taifalorum (établissements Taïfales) à l'est de l'Olt.

### Franchissement du Danube
Au milieu du IVe siècle, les Taïfales harcèlent la province romaine de Dacie avec les Iazyges et les Carpiens. Cependant, l'arrivée des Huns change le contexte politique de la Dacie : « Les Huns se jettent sur les Alains, les Alains sur les Goths, et les Goths sur les Taïfales et les Sarmates ». Le roi Athanaric a refusé d'étendre son mur de protection au territoire taïfale et les Huns forcent les Taïfales à abandonner l'Olténie et l'ouest de la Munténie en 376,,. Les Taïfales s'allient avec les Greuthungi de Farnobius contre Rome ; ils traversent le Danube en 377 et sont battus à la bataille des Saules en septembre. Ammien écrit qu'ils sont annihilés, mais Zosime leur donne la deuxième importance numérique après les Goths. Il est certain qu'ils étaient nombreux. Les Taïfales étaient le plus important contigent parmi les survivants de la coalition de Farnobius. Après la victoire des Goths commandés par Fritigern à la bataille d'Andrinople (378), le roi Athanaric commence d'attaquer les Taïfales. La rupture de l'alliance entre Goths Tervingues et Taïfales est peut-être en rapport avec des divergences tactiques face à la pression des Huns et lors de la traversée du Danube, les Taïfales étant des cavaliers et les Goths combattant à pied.
À la fin du IVe siècle, les Taïfales fournissent deux vexillatio à l'Empire, une en Orient (vexillatio palatina), l'autre en Occident (vexillatio comitatensis).

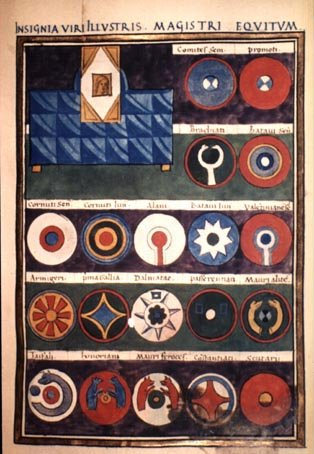
Une page de lInsignia viri illustris magistri Equitum du manuscrit Canon. Misc. 378 de la Notitia Dignitatum, conservée depuis 1817 dans la bibliothèque bodléienne. Ce manuscrit a été acheté par la bodléienne dans la succession du jésuite vénitien Matteo Luigi Canonici (1727– vers 1806). Il a été fabriqué en 1436 pour Pietro Donato, évêque de Padoue.

### Colons etlètes
Après leur rupture avec Athanaric et après avoir vaincus par Frigérid en 380 les Taïfales sont officiellement réinstallés comme coloni pour cultiver des terres dans le nord de l'Italie (Modène, Parme, Reggio d'Émilie) et en Aquitaine. L'Olténie, abandonnée, est occupée par les Huns vers 400. Certains Taïfales sont alliés aux Huns dès 378, et on en retrouve à leurs côtés à la Bataille des champs Catalauniques en 451. Et donc, les Taïfales qui ont accompagné les Wisigoths ont combattu d'autres Taïfales à la bataille des Champs catalauniques. En 412, les Taïfales entrent en Aquitaine à la suite des Wisigoths.
Les Taïfales ont souvent été associés aux Sarmates et aux Citrati iuniores par les Romains, puis par Clovis. Selon la Notitia Dignitatum (début du Ve siècle, il y avait une unité appelé Equites Taifali (cavaliers taïfales), créée par Honorius et placée sous le commandement du comes Britanniarum en Bretagne (province romaine). Cette unité a pu être envoyée dans les îles par Stilicon en 399, et ils ont pu être dans la même unité que les Equites Honoriani seniores mentionnés à la même époque. Ainsi, les Equites Honoriani Taifali seniores ont combattu en Bretagne alors que les Equites Honoriani Taifali iuniores ont servi en Gaule sous le commandement du maître de cavalerie. Les Taifali iuniores utilisaient un bouclier orné du dragon et de la perle. Les Equites Taifali seniores avaient deux ours placés en miroir de chaque côté de la bosse centrale du bouclier, comme on le voit sur la Notitia Dignitatum. La Notitia signale aussi une unité appelée Comites Taifali dans l'empire romain d'Orient, probablement créée sous le règne de Théodose II.
Quelques Taïfales sont installés en Phrygie à la fin du IVe siècle. Aréthas de Césarée, qui écrit au Xe siècle, le signale en Gothograeci (sur la côte sud de la mer de Marmara), poussant Gustav Anrich que ces Taïfales de Phrygie sont les ancêtres de ces Gothograeci aux VIIe – Xe siècles.

### Présence dans la Gaule mérovingienne
La Notitia dignitarum mentionne un praefectus Sarmatarum et Taifalorum gentilium, Pictavis in Galia (préfet des Sarmates et Taïfales à Poitiers, en Gaule). La région de Poitiers est ainsi appelée Thifalia, Theiphalia ou Theofalgicus pagus au VIe siècle (toutes appellations signifiant "le pays des Taïfales"). Les Taïfales sont déterminants dans la défaite de la cavalerie wisigothe à la bataille de Vouillé en 507. Les Taïfales conservent leur propre dux (duc) sous les Mérovingiens. Il est possible que les lètes Taïfale qui ont servi les Romains aient également fourni des garnisons aux Francs, mais ce n'est pas mentionné dans les sources primaires. Les lètes ont été intégrés à l'organisation militaire mérovingienne sous Childebert Ier.
L'Histoire des Francs de Grégoire de Tours, la principale source sur les Taïfales au VIe siècle, mentionne encore un groupe distinct en l'an 561, soit 150 ans après leur établissement en Gaule, lors de leur révolte contre leur dux Austrapius. Ce dux opprimait ce groupe, probablement dans le vicus de Tiffauges ; les Taïfales se sont donc soulevés et l'ont tué,. L'attitude généralement positive du chroniqueur envers les Taïfales est probablement une preuve de leur orthodoxie leur manque relatif de gothisation compte tenu de leurs nombreuses années passées dans des alliances gothiques.
Les fouilles du cimetière mérovingien de Neuvicq (Charente-Maritime) ont permis de mettre au jour plusieurs sarcophages avec les noms des défunts inscrits sur le couvercle. Parmi les quelques noms, on trouve celui de Senoca, qui rapproché du nom de saint Sénoch, fait penser à un membre de ce peuple inhumé dans cette nécropole.
Si la dernière mention des Taïfales comme groupe distinct date de 565, les groupes de Taïfales restés en Olténie ont certainement pris part aux migrations des Lombards et à leur invasion de l'Italie en 568.

## Culture

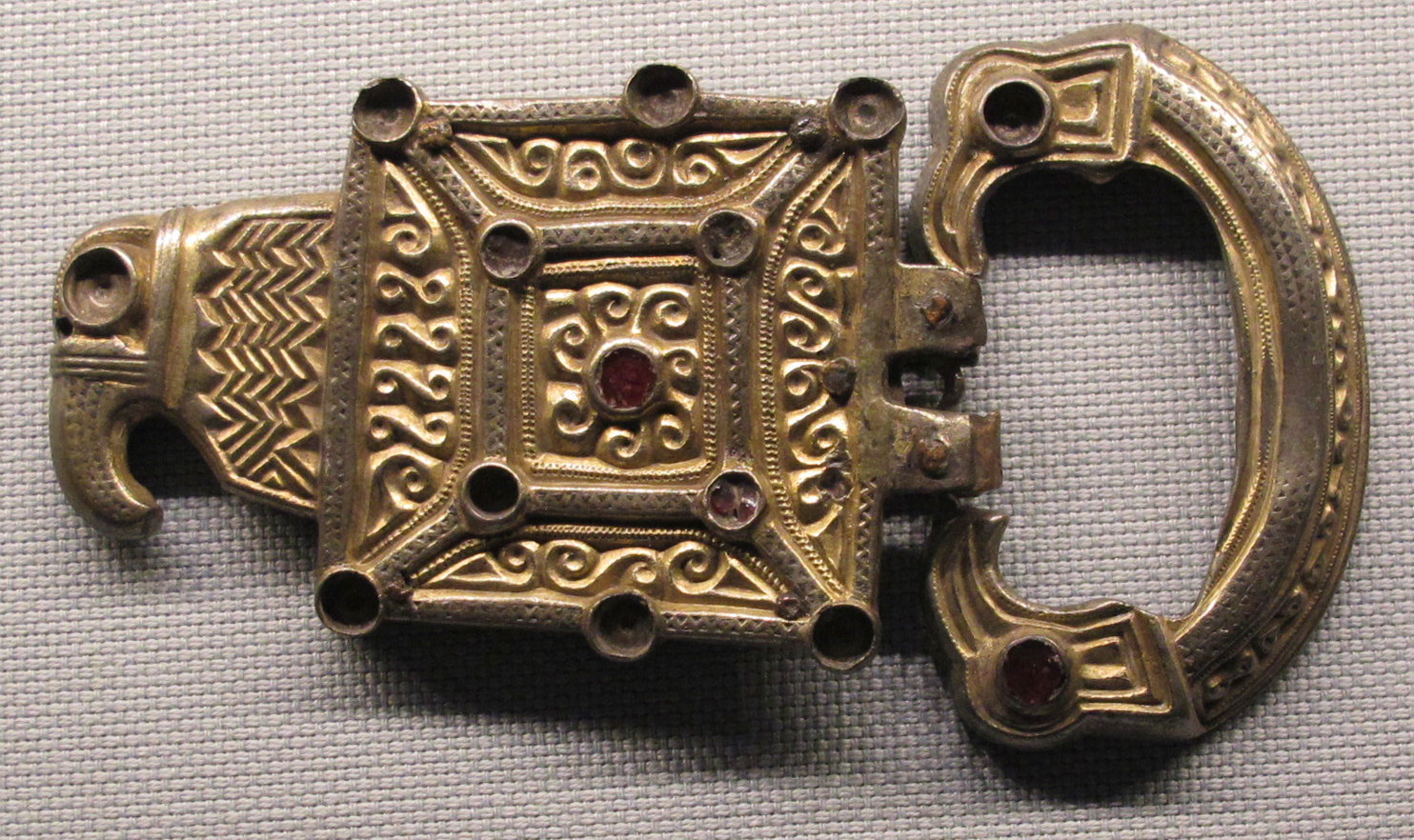
Ornement de harnais de cheval, provenant du trésor de Coșoveni, Ve siècle, peut-être d'origine taïfale, découvert à Coșoveni, Olténie, Roumanie.

La culture spécifique des Taïfales est très mal connue, bien qu'elle se rattache à celle des Germains ou des Sarmates, et que leur art ait des liens avec l'art des migrations.
Il est probable qu'ils pratiquaient une forme de chamanisme scythique, plus guerrier et masculin que son équivalent germanique. Le chaman consommait un breuvage à base de sang d'un cheval sacrifié, cannabis et peut-être jusquiame, dans le but de vérifier les serments,.
Les Taïfales pourraient également être à l'origine des rochers gravés de Saint-Aubin-de-Baubigné (Deux-Sèvres).
Quelque temps avant leur conversion au christianisme, Ammien Marcellin écrit :

Il est dit que cette nation des Taifali était si débauchée, et plongée dans les obscénités les plus grossières de la vie, qu’ils se livraient à toutes sortes de convoitises contre nature, épuisant la vigueur de la jeunesse et de la virilité dans les souillures les plus polluées de la débauche. Mais si un adulte attrapait un sanglier ou tuait un ours d’une seule main, il était alors exempté de toute contrainte de se soumettre à une telle pollution ignominieuse.

Il fait référence à un rite d'initiation courant, existant également dans la Grèce antique : celui d'une relation pédérastique, c'est-à-dire à la fois d'initiation à l'âge adulte et de nature sexuelle. Cette initiation commence par l'enlèvement du plus jeune par l'initiateur, se poursuit par une éducation à la chasse, et se termine par l'exploit cynégétique qui marque l'entrée du jeune dans le groupe des adultes.
Les Taifales n'ont probablement jamais été Ariens. Leur conversion au catholicisme est probablement dû à l'évangélisme romain au milieu du Ve siècle.

## Survivances  dans la toponymie
Il est possible que le village de Tealby en Angleterre (anciennement Tavelesbi, Tauelesbi ou Teflesbi) dans l'ancien royaume de Lindsey conserve le souvenir de quelques Taïfales restés en Bretagne insulaire après le départ des Romains en 410. Si cela était, cela suggère un lien avec les *Tāflas or *Tǣflas, nom de tribu en vieil anglais non-confirmé.
Les Taïfales donnent peut-être leur nom au pays de Tiffauges (Vendée) et Tivauche(s) (Côte-d'Or), qui remonteraient à l'archétype *Taifalicas. De même, le nom étrange de la localité de Taphaleschat en Corrèze, de *Taifalisca (Villa), est peut-être dû à ce peuple, comme ceux de Touffailles et Touffailloux en Aquitaine, voire celui de Chauffailles (anciennement Taïfailia) en Bourgogne. On peut ajouter à cette liste le nom de Gourfaleur, en Normandie, qui remonterait à *Curte Taifalorum devenu *Curte Falorum, puis Corphalour (1056-1066). On retrouve encore de nombreux lieux-dits Tiffailles, Tiffalières, Tifauge dans le communes d'Ingrandes (Indre), Mouterre-sur-Blourde, La Chapelle-Montreuil, Vivonne, Liniers (Vienne) et Tiffardière à Saint-Liguaire, Bouillé-Saint-Paul, Genneton, Thouars, Verruyes et La Chapelle-Gaudin (Deux-Sèvres), Couzon dans l'Allier.
Plus au sud, on cite également Touailles dans le Gers. Il est aussi possible que la ville de Tafalla en Navarre tire son nom de ce peuple, mais si c'est le cas, on ne sait pas si des Taïfales ont été installés en Hispanie (la raison pourrait être la surveillance des Basques) par les Romains avant 412 ou par les Wisigoths ensuite.
La localité de Tivoli dans la ville de San Giovanni in Persiceto au nord de l'Italie est aussi une ancienne colonie Taïfale,

## Taïfal célèbre
Le Taïfale le plus célèbre est saint Sénoch, fondateur d'une abbaye dans l'actuelle commune de Saint-Senoch. L'influence des Taïfales s'étend jusqu'au IXe siècle, et leurs forteresses, comme Tiffauges et Lusignan, sont toujours utilisées sous les Carolingiens. Les Sarmates et les Taïfales ont influencé l'art germanique.